# Йиекюласька сільська рада
Йи́екюласька сільська рада (ест. Jõeküla külanõukogu, рос. Йыэкюлаский сельский совет) — сільська рада в Естонській РСР, адміністративно-територіальна одиниця в складі повіту Ярвамаа (1945—1950) та Тюріського району (1950—1954).

## Населені пункти
Сільській раді підпорядковувалися села: Йиекюла (Jõeküla), Тоозікинну (Toosikõnnu), Рая (Raja), Куллімаа (Kullimaa), Майдемаа (Maidemaa), Кирб'я (Kõrbja), Алліпа (Allipa), Лінну (Linnu), Лиммелу (Lõmmelu).

## Історія
8 серпня 1945 року на території волості Кяру в Ярваському повіті утворена Йиекюласька сільська рада з центром у селі Йиекюла.
26 вересня 1950 року, після скасування в Естонській РСР повітового та волосного поділу, сільська рада ввійшла до складу новоутвореного Тюріського сільського району.
17 червня 1954 року в процесі укрупнення сільських рад Естонської РСР Йиекюласька сільська рада ліквідована, а її територія склала південну частину Кяруської сільської ради.